# ماتي إدواردز
ماتي إدواردز (بالإنجليزية: Matty Edwards)‏ هو لاعب كرة قدم بريطاني في مركز حراسة المرمى، ولد في 1 أغسطس 1991 في بيركنهيد ‏ في المملكة المتحدة. شارك مع منتخب اسكتلندا تحت 21 سنة لكرة القدم. أما مع النوادي، فقد لعب مع ليدز يونايتد ونادي روتشديل.

## وصلات خارجية
- ماتي إدواردز على موقع قاعدة بيانات كرة القدم.إي يو (الإنجليزية)
- ماتي إدواردز على موقع Soccerbase.com (لاعب) (الإنجليزية)
- ماتي إدواردز على موقع Soccerway.com (الإنجليزية)